# أرينا لفيف
أرينا لفيف هو ملعب لكرة القدم في لفيف، أوكرانيا. يعتبر الملعب الأساسي لنادي كاربات لفيف وهو يتسع لجلوس 34,915 متفرج. بدأت أعمال البناء في 20 نوفمبر 2008 وأنتهت بحلول يوليو عام 2011. من المقرر أن يستضيف الملعب مباريات المجموعة الثالثة من بطولة أوروبا لكرة القدم 2012 التي تحتضنها كل من بولندا وأوكرانيا.